# Auditorium Conciliazione
L'Auditorium Conciliazione (in origine Auditorium Pio, chiamato anche Auditorium della Conciliazione) è un complesso multifunzionale di Roma, realizzato per ospitare eventi musicali e culturali e artistici di vario tipo. Fu inaugurato nel 1950.

## Descrizione
Si trova nel rione Borgo, in via della Conciliazione, nei pressi del Vaticano. È inserito in un grosso stabile destinato ad accogliere uffici e un albergo per pellegrini, realizzato nell'immediato secondo dopoguerra a chiusura dell'intervento per la sistemazione di via della Conciliazione avviato nel 1937.

## Sede dell'Accademia Nazionale di Santa Cecilia
Il distacco di alcuni stucchi dal soffitto del Teatro Argentina verificatosi nella primavera-estate del 1958 consigliò di spostare i concerti sinfonici dell'Accademia Nazionale di Santa Cecilia in un'altra sede. Fu così che a partire dalla stagione 1958/59 l'Accademia si trasferì nell'Auditorio Pio di via della Conciliazione preso in affitto per l'occasione. Nel 1982 anche la stagione di musica da camera dell'Accademia, che fino ad allora si era tenuta nella Sala Accademica di via dei Greci, si trasferì nell'Auditorio Pio.
La sala fu la sede stabile dei concerti ceciliani fino al trasferimento dell'intera attività concertistica nell'auditorium Parco della Musica a partire dal febbraio 2003. 

## Eventi
Nel corso dell'anno vi si svolgono vari eventi, tra cui il David di Donatello, uno dei più prestigiosi premi del cinema italiano.
Dal 2020 ospita il Concerto di Natale, trasmesso su Canale 5.